# Mesonychium andinum
Mesonychium andinum är en biart som först beskrevs av Heinrich Friese 1925.  Mesonychium andinum ingår i släktet Mesonychium och familjen långtungebin. Inga underarter finns listade i Catalogue of Life.